# Temps de passage
 (signalé en mai 2025).
Si vous disposez d'ouvrages ou d'articles de référence ou si vous connaissez des sites web de qualité traitant du thème abordé ici, merci de compléter l'article en donnant les références utiles à sa vérifiabilité et en les liant à la section « Notes et références ».
- Archive Wikiwix
- Bing
- Cairn
- DuckDuckGo
- E. Universalis
- Gallica
- Google
- G. Books
- G. News
- G. Scholar
- Persée
- Qwant
- (zh) Baidu
- (ru) Yandex
- (wd) trouver des œuvres sur Wikidata

Le temps de passage est une caractéristique importante d'un réacteur ouvert en mode continu en génie chimique. Il indique le temps théorique que passent les réactifs ou produits dans le réacteur. La définition mathématique est donnée en divisant le volume du réacteur par le débit volumique traversant le réacteur
{\displaystyle \tau ={\frac {V}{\dot {V}}}}
Cette durée est égale à la moyenne des temps de séjour si le mélange réactionnel du réacteur est considéré comme non-compressible. 